# Pagurapseudopsis gymnophobia
Pagurapseudopsis gymnophobia is een naaldkreeftjessoort uit de familie van de Pagurapseudopsididae. De wetenschappelijke naam van de soort is voor het eerst geldig gepubliceerd in 1935 door Barnard.